# 원주 용운사지 석조비로자나불좌상
용운사지 석조비로자나불좌상(龍雲寺址 石造毘盧舍那佛坐像)은 대한민국 강원특별자치도 원주시 호저면 용곡리, 용운사지에 있는 고려시대의 불상이다. 1973년 7월 31일 강원특별자치도의 유형문화재 제42호로 지정되었다.

## 개요
이곳은 불상 주위에 용운사라고 적힌 기와조각들이 주변에서 발견되어 예전에 절이 있었음을 알 수 있다. 불상은 광배(光背)만 없어졌을 뿐 비교적 완전한 형태를 유지하고 있다.
머리에는 작은 소라 모양의 머리칼을 붙여 놓았으며, 통통한 얼굴은 자연스럽게 미소짓고 있는 현실적인 모습이다. 양 어깨에 걸쳐 입은 옷은 얇게 표현하여 신체의 굴곡을 잘 나타내고 있다. 옷주름은 계단식으로 도식화되고 구불구불한 선은 형식적으로 표현되어 축서사 석조비로자나불상(보물 제995호)등 통일신라 후기 불상의 특징을 계승하여 만들어진 고려 초기 불상의 특징이 보인다. 손모양은 왼손 검지를 오른손으로 감싸고 있는 모습으로 비로자나불을 형상화한 것임을 알 수 있다. 불상이 앉아 있는 대좌(臺座)는 3단으로 된 사각형인데, 큼직한 연꽃무늬와 안상(眼象)이 새겨져 있다.
통일신라 후기에 유행한 비로자나불의 특징을 계승하여, 새로운 시각으로 만든 고려 초기의 불상이다.

## 같이 보기
- 원주 용운사지

## 참고 문헌
- 용운사지석조비로자나불좌상 - 국가유산청 국가유산포털